# Brodinski
Brodinski, født Louis Rogé, er en fransk house-dj og producer.